# Procolpia lankesteri
Procolpia lankesteri is een rechtvleugelig insect uit de familie Romaleidae. De wetenschappelijke naam van deze soort is voor het eerst geldig gepubliceerd in 1955 door Rehn.